# Баранець (Маковський повіт)
Баранець (пол. Baraniec) — село в Польщі, у гміні Карнево Маковського повіту Мазовецького воєводства.
Населення — 31 особа (2011).
У 1975-1998 роках село належало до Цехановського воєводства.

## Демографія
Демографічна структура станом на 31 березня 2011 року:
|          | Загалом | Допрацездатний вік | Працездатний вік | Постпрацездатний вік |
| -------- | ------- | ------------------ | ---------------- | -------------------- |
| Чоловіки | 16      | 3                  | 12               | 1                    |
| Жінки    | 15      | 3                  | 7                | 5                    |
| Разом    | 31      | 6                  | 19               | 6                    |